# Bea Fiedler
Bea Fiedler (n. 28 iunie 1957, Witten) este o fostă actriță germană.

## Date biografice
Bea ca profesie a fost coafeză, de la vârsta de 17 ani a început cariera de fotomodel. În anul 1977 a fost aleasă Playmate pe luna iunie. Bea Fiedler devine o actriță pornografică apreciată primind diferite roluri la studioul germano-austriac "Lisa Film GmbH". Apare în filmul serial "Eis am Stiel" iar în 1985 joacă alături de René Weller și Peter Althof în filmul Macho Man.
În 1993 ea declară că are un copil cu Albert al II-lea, Prinț de Monaco cu care s-a întâlnit într-un hotel din München, această afirmație a ei a fost dezmințită de prinț.
Până în anul 1995 a trăit împreună cu actorul Olli Maier.

## Filmografie
- 1978: Die Insel der tausend Freuden
- 1978: Summer Night Fever
- 1978: Hurra – Die Schwedinnen sind da
- 1978: Popcorn und Himbeereis
- 1979: Graf Dracula beißt jetzt auch in Oberbayern
- 1980: Keiner hat das Pferd geküsst
- 1980: Drei Schwedinnen auf der Reeperbahn
- 1980: Heiße Kartoffeln
- 1981: Die nackten Superhexen von Rio Amore
- 1982: Myriam – meine wilden Freunde
- 1982: Eis am Stiel, 4. Teil – Hasenjagd
- 1983: Die wilden Fünfziger
- 1983: Das verrückte Strandhotel
- 1983: Sunshine Reggae auf Ibiza
- 1984: Eis am Stiel, 5. Teil
- 1984: Her mit den kleinen Schweinchen
- 1984: Macho Man
- 1985: Eis am Stiel, 6. Teil – Ferienliebe
- 1987: Großstadtrevier: Fotos aus Ibiza